# Klarsjön (Öxabäcks socken, Västergötland)
Klarsjön är en sjö i Marks kommun i Västergötland och ingår i Viskans huvudavrinningsområde. Sjön har en area på 0,118 kvadratkilometer och ligger 183,3 meter över havet.

## Delavrinningsområde
Klarsjön ingår i det delavrinningsområde (636802-131880) som SMHI kallar för Inloppet i Öjasjön. Medelhöjden är 167 meter över havet och ytan är 50,98 kvadratkilometer. Räknas de 2 avrinningsområdena uppströms in blir den ackumulerade arean 121,67 kvadratkilometer. Slottsån (Torestorpsån) som avvattnar avrinningsområdet har biflödesordning 2, vilket innebär att vattnet flödar genom totalt 2 vattendrag innan det når havet efter 70 kilometer. Avrinningsområdet består mestadels av skog (70 procent) och jordbruk (11 procent). Avrinningsområdet har 1,48 kvadratkilometer vattenytor vilket ger det en sjöprocent på 2,9 procent. Bebyggelsen i området täcker en yta av 0,46 kvadratkilometer eller 1 procent av avrinningsområdet.